# Tropidolomia bistriata
Tropidolomia bistriata är en insektsart som beskrevs av Hermann Burmeister. Tropidolomia bistriata ingår i släktet Tropidolomia och familjen hornstritar. Inga underarter finns listade i Catalogue of Life.